# Eric Backlin
Eric Emil Backlin, född 4 april 1898 i Rytterne församling, Västmanlands län, död 21 maj 1939, var en svensk psykiater.
Backlin blev medicine kandidat 1918, medicine licentiat i Stockholm 1922, medicine doktor och docent i psykiatri vid Uppsala universitet 1930 på avhandlingen Beiträge zur quantitativen Kenntnis der Gehirnlipoide. Han var läkare vid Kristinehamns hospital 1923–26, vid Ulleråkers sjukhus 1926, överläkare där 1931, vid Sankt Jörgens sjukhus och vid Lillhagens sjukhus i Göteborg från 1935. Han företog en studieresa till Österrike och Tyskland 1931 och var överinspektör för sinnessjukvården i riket 1932–35.